# Sidney Johnston Catts

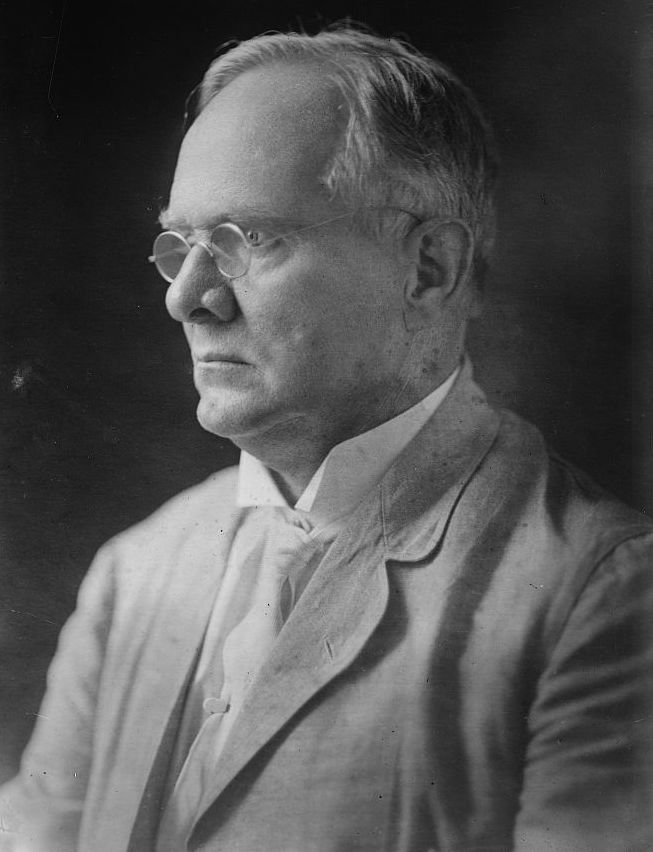
Sidney Johnston Catts

Sidney Johnston Catts (*  31. Juli 1863 in Pleasant Hill, Alabama; † 9. März 1936 in DeFuniak Springs, Florida) war ein US-amerikanischer Politiker und von 1917 bis 1921 der 22. Gouverneur von Florida.

## Frühe Jahre und politischer Aufstieg
Sidney Catts wuchs in seiner Heimat in Alabama auf und besuchte dort die örtlichen Schulen. Anschließend studierte er an der Cumberland University Jura und wurde 1882 als Anwalt zugelassen. Allerdings hat er auf eine juristische Laufbahn verzichtet. Stattdessen wurde er Prediger in einer Baptistengemeinde. Im Jahr 1911 zog Catts nach Florida. Dort gab er seinen Predigerberuf auf und wurde Versicherungsvertreter. Gleichzeitig nahm er Anteil am politischen Geschehen in seiner neuen Heimat. Er trat der Demokratischen Partei bei und bemühte sich deren Nominierung für die Gouverneurswahlen des Jahres 1916 zu erhalten. Er scheiterte aber in den Vorwahlen. Daraufhin verließ er die Partei und wurde Mitglied der Prohibition Party. Seine neue Partei stellte ihn sofort für die Gouverneurswahlen auf, die er auch gewann.

## Die Prohibition Partei
Die Prohibition Party der USA wurde 1869 gegründet und hatte sich den Kampf gegen den Alkohol zum Ziel gesetzt. Die Partei trat für ein striktes Verbot der Herstellung und des Handels mit alkoholischen Getränken ein. Politisch war die Partei niemals in der Lage die Vormacht der Demokratischen bzw. der Republikanischen Partei zu brechen, aber ihr Einfluss führte im Jahr 1919 zum 18. Verfassungszusatz, der die Prohibition in der amerikanischen Verfassung festschrieb. Nachdem sich dieses Gesetz in den 1920er Jahren als nicht durchführbar erwies und nur Alkoholschmugglern und dem organisierten Verbrechen Vorschub leistete, wurde es 1933 mit dem 21. Verfassungszusatz wieder zurückgenommen. Die Partei besteht bis heute in den USA weiter ist aber politisch praktisch bedeutungslos geworden. Die Partei hatte in ihrer ganzen Geschichte nur zwei ihrer Mitglieder in höhere Ämter gebracht. Dies war der Kongressabgeordnete Charles Hiram Randall, der in den 1910er Jahren Kalifornien in Washington vertrat und eben Sidney Catts, den Gouverneur von Florida.

## Gouverneur von Florida
Catts gewann die Gouverneurswahl des Jahres 1916 und wurde damit der einzige Gouverneur Floridas und der gesamten Vereinigten Staaten überhaupt, der sein Amt der Prohibition Party verdankte. Catts trat sein neues Amt am 2. Januar 1917 an. Seine vierjährige Amtszeit endete am 4. Januar 1921. In dieser Zeit musste sich Catts mit der demokratischen Opposition im Repräsentantenhaus von Florida auseinandersetzen, das viele seiner Vorschläge ablehnte. Trotzdem wurden einige Reformgesetze verabschiedet. So kam es in jenen Jahren zu einer Steuerreform. Die Infrastruktur wurde verbessert und auch auf dem Gebiet des Gesundheitswesens gab es Fortschritte. So wurde die Versorgung der geistig Behinderten verbessert. Catts setzte sich auch für das Frauenwahlrecht ein, das dann 1919 bundesweit eingeführt wurde. Er ernannte die erste Frau in sein Kabinett. Auf der anderen Seite war der Gouverneur ein Rassist. Er hasste sowohl Schwarze als auch Katholiken. Er weigerte sich 1919, zwei Lynchmorde an Schwarzen zu kritisieren. Er betrachtete die Afro-Amerikaner als minderwertige Rasse. Ebenfalls in seiner Amtszeit traten die USA unter Präsident Woodrow Wilson in den Ersten Weltkrieg ein und Florida musste wie alle US-Bundesstaaten die Kriegsanstrengungen unterstützen.

## Weiterer Lebensweg
Entsprechend der damaligen Verfassung von Florida durfte Catts 1920 nicht direkt wiedergewählt werden. Er schloss sich wieder den Demokraten an und kandidierte 1920 erfolglos für den US-Senat. In den Jahren 1924 und 1928 bewarb er sich erneut um die Nominierung für die Gouverneurswahlen, die er beide Male verfehlte. Obwohl Catts wieder der Demokratischen Partei angehörte, bekämpfte er 1928 deren Präsidentschaftskandidaten Al Smith, weil dieser katholisch war. Sidney Cats starb im März 1936. Er war mit Alice Mary Campbell verheiratet, mit der er acht Kinder hatte.